# Włocławker Wochenblat
Włocławker Wochenblat (jid. וולאָצלאַווקער וואָכענבּלאַט, Tygodnik Włocławski) – włocławski tygodnik wydawany w języku jidysz w okresie międzywojennym.
W 1926 r. siedziba redakcji mieściła się przy ul. Cyganka 20, redaktorem czasopisma był wówczas Samuel Srebrnik.